# Podcięta Turnia (Dolina Kobylańska)

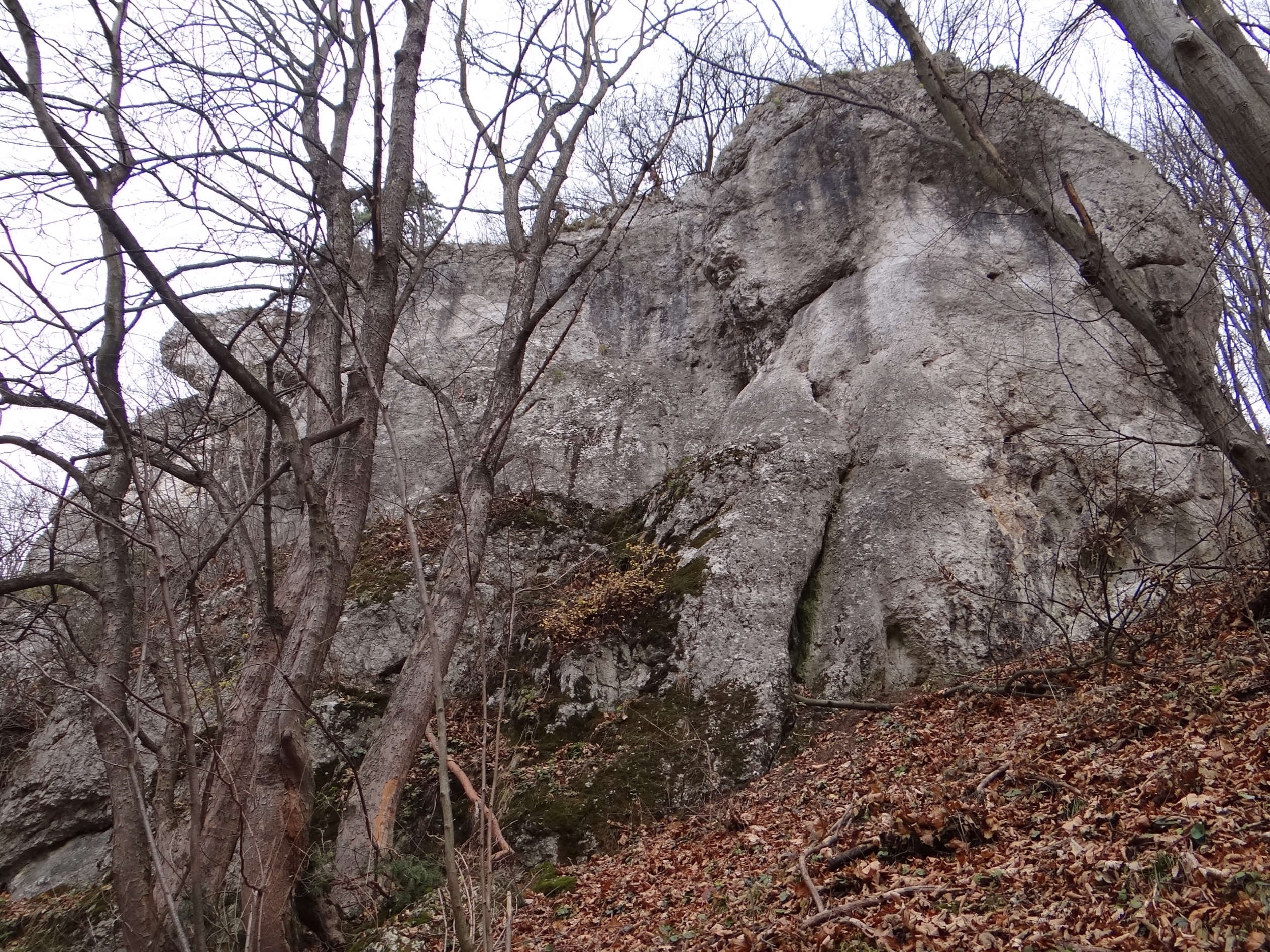

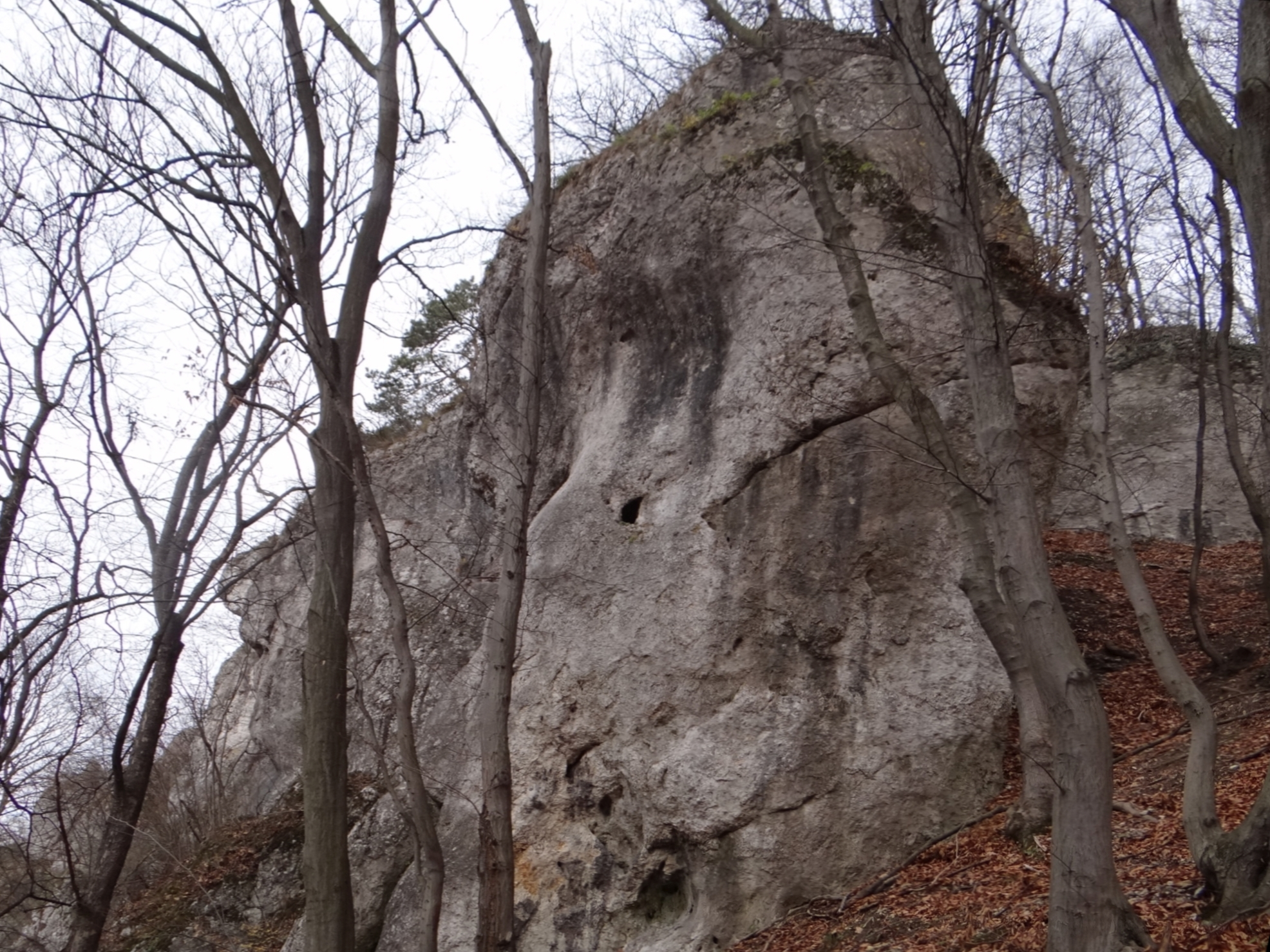

Podcięta Turnia – turnia na Wzgórzu Dumań w Dolinie Kobylańskiej na Wyżynie Olkuskiej, w miejscowości Karniowice, w gminie Zabierzów, powiecie krakowskim, województwie małopolskim. Znajduje się w górnej, północnej części orograficznie lewych zboczy doliny.
Zbudowana jest z wapienia i ma wysokość 16 m. Znajduje się powyżej Omszałej Turni, a poniżej Cyrku. Jej południowo-wschodnia i południowa ściana są obiektem wspinaczki skalnej. Turnia miejscami jest pionowa lub przewieszona, miejscami połoga, są w niej zacięcia. Wspinacze zaliczają ją do Grupy nad Źródełkiem. Poprowadzili na niej 7 dróg wspinaczkowych (w tym jeden projekt) o trudności od V+ do 6.3+ w skali polskiej. 5 z nich z nich posiada pełną asekurację: ringi (r) i stanowiska zjazdowe (st) lub i ring zjazdowy (rz).

## Drogi wspinaczkowe
1. Żółty trawers; V, st, 15 m
2. Komin Pokutników; V-, 15 m
3. Szary trawers; V+, 7r + st, 16 m
4. Ryska Myszkowskiego; V+, 15 m
5. Eufuria; VI.3, 5r + rz, 14 m
6. Miniu w depresji; VI.1+, 5r + rz, 14 m
7. Tiniaturka; VI.1, 4r + rz, 14 m
8. Wolna erekcja; VI.1+, 4r + rz, 14 m
9. Projekt; 1r, 14 m[2].